# Joaquim Rodrigues Graça
Pour les articles homonymes, voir Graça.
Joaquim Rodrigues Graça, né en 1804 à Vila Rica au Brésil et mort en 1864 à Golungo Alto en Angola, est un explorateur portugais.

## Biographie
Commerçant à Bemposta do Bango Aquitamba, sur le Rio Bengo (pt), à 180 km à l'Est de l'actuelle Loanda,, il parvient à être nommé gouverneur général de l'Angola, visite Bié, future Loanda, et parcourt le Congo et le Mozambique (actuel) de 1843 à 1847 avec pour mission de découvrir les sources des cours d'eau de la Sena.
On lui doit une carte de Golungo Alto où il finit sa vie.
Jules Verne le mentionne dans le chapitre II de son ébauche de roman Voyage d'études mais il disparait de la reprise du texte par Michel Verne publiée sous le titre L'Étonnante Aventure de la mission Barsac.